# Кученков, Михаил Петрович
Кученков Михаил Петрович (укр. Кученков Михайло Петрович; 6 июня 1919, Новгород-Северский, Украинская ССР) — советский танковый ас Великой Отечественной войны. Один из танковых асов: за период службы в 10-м танковом корпусе одержал 32 победы.

## Биография
Родился 6 июня 1919 года в Новгород-Северске, Украинской ССР, из рабочих, по национальности украинец. 13 сентября 1939 года вступил в ряды Красной Армии, призван витебским военкоматом. С 27 июня (по некоторым данным с 27 июля) 1941 года по 7 июля 1942 воевал на Западном фронте, где 11 марта был ранен. С 27 июня 1942 до 12 сентября 1943 года на Брянском фронте. С 4 марта 1944 на 1-м Украинском фронте, в апреле награждён орденом Отечественной войны II степени. В июне 1944 и январе 1945 года служил в составе 356-го самоходного артиллерийского полка 10-го гвардейского Уральско-Львовского добровольческого танкового корпуса. По состоянию на январь 1945 года носил звание гвардии лейтенант.
Свидетельства о подвигах Кученкова имеются в наградных листах. Так, например, 19 июля в бою за Митулин Кученков уничтожил минометную батарею, бронетранспортёр, 5 пулемётных точек. Через два дня, 21 июля, в бою за Подгорельцы огнём из пушки, пулемёта и гусеницами уничтожил до роты пехоты противника. За этот подвиг представлен к ордену Красной Звезды. 22 января 1945 года в районе Жарнув уничтожил группировку противника: 1 самоходное орудие «Артштурм», 1 танк, 3 бронетранспортера, до взвода пехоты, взял в плен 48 солдат и офицеров противника. При форсировании Одера на западном берегу, в районе города Штайнау и села Крейгау с 24 по 29 января уничтожил 2 танка, 1 самоходную установку, 3 бронетранспортёра, 1 пулемётную точку и не менее взвода пехоты. Был удостоен ордена Отечественной войны I степени.
Также удостоен медалей «За оборону Москвы», «За победу над Германией в Великой Отечественной войне 1941—1945 гг.», «За взятие Берлина» и «За освобождение Праги».
После войны продолжил службу. В ноябре 1950 года представлен к медали «За боевые заслуги». 3 сентября 1953 года ушел в запас в звании капитана. В ноябре того же года представлен к ордену Красной Звезды. В 1985 году был награждён юбилейным орденом Отечественной войны II степени.
После войны в 10-м гвардейском танковом Уральско-Львовском Краснознамённом, орденов Суворова и Кутузова добровольческом корпусе, где служил Кученков, были составлены списки танкистов, имевших на своем личном счету по десять и более уничтоженных бронеединиц противника. Всего таковых оказалось 60 человек. Наибольший счёт — 32 бронеединицы врага — оказался у гвардии лейтенанта М. П. Кученкова.
Российский историк бронетанковых войск Михаил Барятинский включил М. П. Кученкова в число самых результативных советских танковых асов Великой Отечественной войны.

## Комментарии
1. ↑  Данные списки хранятся в архиве Минестерства Обороны: фонд 323, опись 4756, дело 173, листы — 174–184